# Vashon
Vashon az Amerikai Egyesült Államok északnyugati részén, Washington állam King megyéjében, a Vashon-szigeten (más néven Vashon–Maury-sziget) elhelyezkedő statisztikai település. A 2010. évi népszámlálási adatok alapján 10 624 lakosa van.
A sziget az 1130 kilométer hosszú Cascadia törésvonalon fekszik, ahol 1700-ban volt utoljára földmozgás, azonban egy újabb mozgás az USA egyik legkatasztofálisabb természeti katasztrófáját okozhatná.

## Története

### Őslakosok
Az 1700-as évekig csak indiánok éltek itt; az emberi tevékenységnek 10 000–12 000 évre visszavezethető nyomát találták. A szigeteken előforduló népcsoportok Marpole lakosai hétezer évvel ezelőtt, a salish indiánok ezer évvel ezelőtt, valamint a s’homamishok 500 évvel ezelőtt; utóbbiak legalább öt falut alapítottak a térségben. A tulalip indiánok a partok mentén éltek.

### Az első fehér telepesek
A térség első fehér bőrű látogatói George Vancouver és csapata voltak. Vancouver a Vashon-szigetet 1792. május 28-án James Vashon tengerésztisztről nevezte el.
A Maury-szigetet Charles Wilkes nevezte el William Lewis Maury tengerészről. A két szigetet kezdetben tengerszoros választotta el, azonban 1916-ban mesterséges földszorossal összekötötték őket.
Az első fákat 1852-ben vágták ki; ekkor a s’homamish indiánokat internálták. Az első fehér telepesek 1865 és 1890 között érkeztek meg.
1890-ben a japán-amerikai populáció epertermesztésbe kezdett. Az 1910-ben a szigetre érkező Mukai Denicsiro által kidolgozott eljárással a gyümölcsök a vízi szállítás alatt sem romlanak meg. Denicsiro palackozóüzemet is létesített, ahol jégkrémet, lekvárt és tartósítószereket állítottak elő. A hordóüzem a következő 50 évben fontos szerepet töltött be, azonban a második világháborút követően a japánokat internálták.
A Vashoni Főiskola 1892-től 1910-es leégéséig működött.

## Éghajlat
A település éghajlata mediterrán (a Köppen-skála szerint Csb).

## Népesség
A település népességének változása:
| Lakosok száma | 2810 | 2798 | 3118 | 5182 | 6516 | 7377 | 10 123 | 10 624 | 11 055 |
|               | 1920 | 1930 | 1940 | 1960 | 1970 | 1980 | 2000   | 2010   | 2020   |

## Közigazgatás
1994-ben a Vashon-szigeti Önkormányzati Tanács petíciót indított, hogy a Vashon- és a Maury-szigetel várossá alakulhassanak. Az íveket a tízezer lakóból 448 írta alá.
2013-ban a szervezet jogi problémák miatt feloszlott, azonban 2020. június 15-én létrejött egy nonprofit csoport, melynek célja a lakosok problémáinak megoldása.

## Közbiztonság
A Charlie Krimmert által vezetett tűzoltóságon hivatásos és önkéntes személyek is dolgoznak, valamint az állomás mentői feladatokat is ellát. 2018 júniusában az állomást leminősítették a tűzoltók kedvezőtlen földrajzi eloszlása miatt (vannak kerületek, ahol nem él egy tűzoltó sem).
Az esetleges vészhelyzetek (például földrengés) esetére műveleti csoportot hoztak létre. A tagok kiképzését a VashonBePrepared végzi, egyes esetekben a hadsereg segítségével.

### Bűnözés
A Neighborhoodscout adatai alapján a Vashon-sziget az USA 51%-ánál biztonságosabb. Többen állították, hogy a szigeteken drogtanyák működnek, így a családsegítő központ az általános feladatain felül drogmegelőzési programokat is szervez.
A szigeteken 1990 óta kettő súlyosabb bűntény történt: a bűntényeket 2003 és 2010 között elkövető nemi erőszakolót DNS-minta segítségével fogták el; egy másik bűntény esetében az elkövető rendőr beismerte, hogy többször is közösült kiskorú nevelt lányával.

## Egészségügy
2016-ban a helyi kórház bezárt, miután a fenntartó Franciscan Health anyagi problémák miatt nem finanszírozta tovább az intézményt; ezt követően az ellátásra szorulókat kompon szállították a szárazföldre, az út azonban három óra volt. A Neighborcare Health később egy új ellátóhelyet nyitott.

### Oltásellenesség
A szigeteken a gyermekeiket nem beoltatók száma az állami átlag ötszöröse. Egy 2015-ös szerint az óvodások 23,1%-a nem volt beoltva diftéria, tetanusz, szamárköhögés, himlő, mumpsz, rubeola, járványos gyermekbénulás, bárányhimlő és hepatitis-B ellen. A megosztottság folyamatosan közbeszéd tárgya.
A média lefedettségének növekedése, az oltások pozitív hatásairól szóló oktatások és a világ himlőjárványai hozzájárultak, hogy Vashonban is emelkedni kezdett a beoltottak száma: 2018-ra a gyerekek 74%-ában kialakult védettség, 2019-ben pedig már csak 11,6 százalék volt azon gyerekeke száma, akiket nem oltottak be. Az oltási hajlandóság növekedéséhez az is hozzájárul, hogy a nem beoltott diákokat gyakran kizárják az eseményekről vagy zaklatják őket.

## Közlekedés

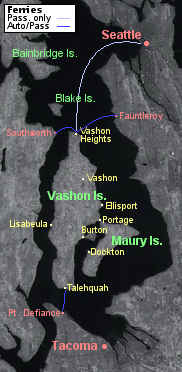
A kompok útvonala

A Vashon-sziget közúton nem, csak komppal közelíthető meg. A járatok Seattle-ből és Tacomából indulnak. 1959 és 1992-ben is tervezték egy közúti átkelő létesítését; előbbi forráshiány, utóbbi pedig a lakosok ellenállása miatt nem épült meg.
A King County Metro a szigeten belül közlekedő buszjáratokat biztosít.

## Oktatás
A település iskoláinak fenntartója a Vashon-szigeti Tankerület, emellett a Harbor School két magánintézményt üzemeeltet.

## Kultúra
Az 1970-es években fazekasok egy csoportja a művészetüket bemutató túrákat szervezett. A 2015-ben nonprofit státuszért folyamodó csoport 2018 februárjától a Vashon Island Visual Artists nevet viseli. A háromszáz tagot számláló egyesület évente kétszer a fazekasságot bemutató eseményeket szervez.
A város énekkara az 1989-ben alapított Island Singers (ma Vashon Island Chorale).

## Média
2014-ben a nonprofit Voice of Vashon engedélyt kapott kis hatótávolságú rádióadó üzemeltetésére; a KVSH-LP 2014 októbere óta sugároz a 101,9 MHz-en, valamint online is elérhető. A szervezet televíziócsatornát is üzemeltet a Comcast 21-es csatornáján, valamint 1650 kilohertzen vészhelyzeti tájékoztató frekvenciát is fenntart.
A Maury-szigeten találhatóak a KIRO és KTTH átjátszóadók (utóbbi a KFNQ-val közös infrastruktúrán osztozik), melyek a Bonneville International tulajdonában vannak. A KFNQ (korábban KEVR, majd KING5) a CBS tulajdonában lévő átjátszó, amely az 1090 kHz-en sugároz.
A Vashon-szigeten vannak a Sinclair Broadcast Group tulajdonában álló KVI és KOMO adótornyai; előbbi egy, utóbbi három helyről sugároz.
A Salem Media Group tulajdonában álló KGNW-AM a sziget központjából, három helyen sugároz; a rádióval közös infrastruktúrán működik a KJR 950, amely az iHeartCommunications Inc. tulajdonában van.
Több középhullámú rádióadót is a talaj vezetőképessége miatt költöztettek a szigetekre, így növelve a vételi területet.

## Sport
A település a Vashon Island Rowing Club evezős szövetség székhelye. A Misty Isle farmon megrendezett Vashon Sheepdog Classic a terelőkutyák versenye, melynek bevételét jótékony célokra ajánlják fel.

## Nevezetes személyek
- Aaron Turner, zenész[47]
- Alex Borstein, színész[48]
- Austin Post, fotós és glaciológus[49]
- Basil Poledouris, zeneszerző[50]
- Benjamin F. Wilson, a koreai háború kitüntetettje[51]
- Berkeley Breathed, író[52]
- Betty MacDonald, író[53]
- Booth Gardner, Washington állam egykori kormányzója[54]
- Dan Savage, újságíró[55]
- Donald Cole, festő[56]
- Edith Derby Williams, történész[57]
- Eyvind Kang, zeneszerző[58]
- Frank E. Peretti, író[59]
- Gene Amondson, az alkoholtilalmi párt elnökjelöltje[60]
- Gene „Bean” Baxter, rádiós műsorvezető[61]
- Heather Corinna, író, aktivista[62]
- John Ratzenberger, színész[63]
- Joshua Michael Tillman, énekes-dalszerző[64]
- Kaitlin Olson, színész[65]
- Karen Cushman, író[66]
- Mary Matsuda Gruenewald, író[67]
- Matt Alber, zenész[68]
- Michael Chabon, író[69]
- Michael Leavitt, szobrász[70]
- Pete Droge, zenész[71]
- Peter Rinearson, újságíró[72]
- Rob Hotchkiss, a Train együttes alapító tagja[73]
- Robert Miskimon, író[74]
- Susan Nattrass, céllövő[75]
- Steve Berlin, szaxofonos[76]
- Zach Mann, valóságshow-szereplő[77]

## Fordítás
- Ez a szócikk részben vagy egészben  a   Vashon, Washington című angol Wikipédia-szócikk ezen változatának fordításán alapul.  Az eredeti cikk szerkesztőit annak laptörténete sorolja fel. Ez a jelzés csupán a megfogalmazás eredetét és a szerzői jogokat jelzi, nem szolgál a cikkben szereplő információk forrásmegjelöléseként.